# Mzuzu City Hammers FC
Il Mzuzu City Hammers FC, noto semplicemente come Mzuzu City e noto precedentemente come Ekwendeni Hummers FC, è una società calcistica con sede a Mzuzu in Malawi.
Milita nella TNM Super League la massima serie calcistica del Malawi.

## Storia
Conosciuta per il suo stile di gioco aggressivo e le forti tattiche difensive, la squadra è rapidamente diventata famosa nella scena calcistica del Malawi. La squadra prendeva il nome dalla città di Ekwendeni, dove ha sede, e il loro logo presenta attualmente un martello che simboleggia la loro forza e determinazione sul campo.
Il motto della squadra è "Martellare la nostra strada verso la vittoria", riflettendo la loro incessante ricerca dell'eccellenza sul campo. 
Gli Ekwendeni Hammers hanno una fedele base di tifosi che li sostiene con passione in ogni partita, creando un'atmosfera elettrica nello stadio. I colori della squadra erano il blu e il bianco, che rappresentavano l'unità e lo spirito dei giocatori e dei tifosi. Dal 2023, con la nuova denominazione in Mzuzu City Hammers FC, i colori sociali sono diventati il viola e il giallo.
Con un elenco di giocatori di talento e uno staff tecnico dedicato, gli Ekwendeni Hammers sono una forza da non sottovalutare nel calcio malawiano. Hanno una storia di successi nei tornei locali e sono costantemente impegnati a migliorare e competere ai massimi livelli.

## Stadio
Lo stadio Mzuzu è stato costruito nel 1970 utilizzando manodopera carceraria. Lo stadio ha una capienza di 15.000 persone ed è l'unico stadio nella città di Mzuzu costruito utilizzando manodopera carceraria. Oltre al Mzuzu City, l'impianto viene sfruttato come campo casalingo dai Big Bullets, Silver Strikers, Moyale Barracks e dalla nazionale di calcio del Malawi.

## Palmares

### Competizioni regionali
- Football League: 1

2019